# Биків (Яворівський район)
Би́ків — село в Україні, у Шегинівській сільській громаді Яворівського району Львівської області. Населення становить 123 особи. Орган місцевого самоврядування — Шегинівська сільська рада.

## Відомі люди
- Тисовський Олександр Степанович — педагог, філолог (ймовірно, далекий родич Олександра Тисовського, засновника Пласту).